# راسنو (سینیتسا)
راسنو (به صربی: Rasno) یک منطقهٔ مسکونی در صربستان است که در سینیتسا واقع شده‌است. راسنو ۴۰۱ نفر جمعیت دارد.